# نینا پروسکورا
نینا پروسکورا (انگلیسی: Nina Proskura؛ زادهٔ ۱ نوامبر ۱۹۷۴) ورزشکار روئینگ اهل اوکراین است.وی همچنین از قایقرانان روئینگ بازی‌های المپیک تابستانی ۲۰۰۰ بوده است.